# Anastassija Mochnjuk
Anastassija Oleksandriwna Mochnjuk (ukrainisch Анастасія Олександрівна Мохнюк, engl. Transkription Anastasiya Mokhnyuk; * 1. Januar 1991 in Nowa Kachowka) ist eine ukrainische Siebenkämpferin.

## Sportliche Laufbahn
Erste internationale Erfahrungen sammelte Anastassija Mochnjuk im Jahr 2010, als sie bei den Juniorenweltmeisterschaften im kanadischen Moncton mit 5252 Punkten den elften Platz belegte. 2013 wurde sie bei den Halleneuropameisterschaften in Göteborg im Weitsprung mit einem Sprung auf 6,47 m Sechste und bei den U23-Europameisterschaften in Tampere gewann sie mit 5898 Punkten die Bronzemedaille im Siebenkampf hinter der Britin Katarina Johnson-Thompson und Kira Biesenbach aus Deutschland. 2014 erreichte sie bei den Europameisterschaften in Zürich mit 6025 Punkten den 14. Platz und im Jahr darauf wurde sie beim Hypomeeting in Götzis mit 6331 Punkten 12, ehe sie bei den Weltmeisterschaften in Peking mit 6359 Punkten auf dem siebten Platz landete. 2016 gewann sie bei den Hallenweltmeisterschaften in Portland ursprünglich die Silbermedaille im Hallenfünfkampf, wurde anschließend aber des Dopings überführt und daher ihre Medaille aberkannt.
Nach Ablauf ihrer Sperre startete sie 2021 über 60 m Hürden bei den Halleneuropameisterschaften in Toruń, schied dort aber mit 8,34 s in der ersten Runde aus.
2013 wurde Mochnjuk ukrainische Meisterin im Weitsprung.

## Doping
Im April 2016 wurde Mochnjuk positiv auf die Dopingsubstanz Meldonium getestet und daraufhin ab 21. April 2016 disqualifiziert und vom 21. April 2016 bis 20. April 2020 gesperrt.

## Persönliche Bestleistungen
- 100 m Hürden: 13,00 s (−0,1 m/s), 30. Mai 2015 in Götzis
  - 60 m Hürden (Halle): 8,13 s, 27. Januar 2015 in Saporischschja
- Weitsprung: 6,57 m (+1,6 m/s), 6. Juni 2013 in Jalta
  - Weitsprung (Halle): 6,62 m, 11. Januar 2013 in Kiew
- Siebenkampf: 6359 Punkte, 23. August 2015 in Peking
  - Fünfkampf (Halle): 4745 Punkte, 27. Januar 2016 in Saporischschja